# Веселогоровка
Веселогоровка (укр. Веселогорівка) — село, относится к Перевальскому району Луганской области Украины. Де факто — с 2014 года населённый пункт контролируется самопровозглашённой Луганской Народной Республикой.

## География
Село расположено на реке Санжаровке (правый приток Лугани). К юго-западу от села проходит граница между Луганской и Донецкой областями. К западу от села проходит линия разграничения сил в Донбассе (см. Второе минское соглашение).
Соседние населённые пункты: сёла Надаровка на юге, Санжаровка (Донецкая область) и Полевое на юго-западе (все три выше по течению Санжаровки), посёлок Калиново (ниже по течению Санжаровки) на северо-северо-востоке, город Алмазная на северо-востоке, посёлки Анновка на востоке, Степановка, Ломоватка и Южная Ломоватка на юго-востоке.

## Население
Население по переписи 2001 года составляло 31 человек.

## Общие сведения
Почтовый индекс — 94320. Телефонный код — 6441. Занимает площадь 1,008 км². Код КОАТУУ — 4423684402.

## Местный совет
94320, Луганская обл., Перевальский р-н, пос. Червоный Прапор, ул. 50 лет Октября, 2а.